# 希爾根
希爾根（？—1679年），覺爾察氏，滿洲正黃旗人，世居長白山。
希爾根於皇大極仍居籓邸時，擔任護衛。天聰年間，以軍功授世職為牛錄章京。崇德元年（1636年），跟從大軍討伐明朝，連下昌平、寶坻等十餘城，遷為巴牙喇甲喇章京。其後，希爾根擊敗明太監高起的伏兵，擒總兵巢丕昌，又助譚泰設伏，擊敗三屯營騎兵。大軍回師，敵軍躡在其後，諸將守護輜重先行，希爾根殿後，因此授世職一等甲喇章京。崇德二年（1637年），希爾根跟從大軍攻克皮島。皇大極將進行圍獵，選取扈從時，希爾根父雅賴以佐領與選。希爾根因已亦從行，遂向睿親王多爾袞乞求赦免其父之職卻遭到拒絕，因此欺誑告都統譚泰謂雅賴已免令珠爾堪替代他。當事發後，因欺罔坐罪，本應罷官奪去其世職，從寬論罪罰鍰五年而已。跟隨大軍圍攻錦州，據山岡列營，明軍來攻擊被他擊退，並擊退松山援兵。再因以圍錦州時擅離軍伍及言事不實，停止敘功。崇德七年（1642年），大軍圍攻薊州，明朝總兵白騰蛟率兵馳救，被希爾根擊敗。
順治二年（1645年），希爾根跟從英親王阿濟格討伐李自成，圍攻延安，大敗敵軍。李自成麾下有一名虎將，稱為驍果，數次侵犯清軍。希爾根三戰皆擊敗他，遂大軍進至西安。李自成出奔湖廣，逐北至安陸，賊軍據城拒戰，復與鼇拜攻克，獲戰艦八十艘。希爾根其後率兵至武昌，賊軍又糾集艦隻五百艘浮江率兵東下，譚泰率大軍前去迎敵，希爾根先至，擒獲敵軍，進升為三等梅勒章京。順治三年（1646年），希爾根跟從肅親王豪格出征張獻忠，與哈寧阿、阿爾津、蘇拜於西充擊敗敵軍。其後另行進兵至涪州，征討賊將袁韜，斬疲俘虜者眾多。其後因哈寧阿陷重圍不救而獲罪，復與阿爾津等爭功，論罪當棄市，朝廷下詔改罰鍰贖罪，降職為三等甲喇章京。
順治六年（1649年），姜瓖據大同叛亂，希爾根跟從巽親王滿達海征討敵軍，圍攻太谷，以大砲攻破其城，斬殺姜瓖所署置知縣李成沛、都司吳汝器，進軍攻克大同。跟着收復長子縣，渾源、朔二州。永寧州、嵐縣、潞安府一併投降。又與漢岱攻打並收復遼州。遂平定山西，當論他的官位升遷時，因訴說前事冤枉，累進遇到恩詔，進升為一等阿達哈哈番。順治九年（1652年），擢升為巴牙喇纛章京，位列內大臣。康熙十二年（1673年），加封太子太保。
康熙十三年（1674年），耿精忠叛變，使其將白顯忠侵略廣信、建昌、撫州，授希爾根定南將軍之職，率大軍救援江西，以桑格參贊軍事，沃赫、伊巴罕跟從，大軍進至南昌，而三城當時已被攻陷。當時安親王岳樂的大軍駐守省城，檄希爾根先取撫州，賊軍出兵抗拒，被希爾根接連擊敗，並率沙納哈擊走救援的賊軍，在城內的賊軍等待援軍卻仍然未至，遂棄城出走。耿精忠部將陳昇構土賊郭應定等進犯贛州，命令副都統甘度海抵御賊軍，獲得大勝。追至龍泉，擊破賊軍三個保壘，復攻取曹林等十餘寨。康熙十四年（1675年），擊敗耿精忠部將邵連登，收復建昌。移師饒州，擊退餘幹、浮梁、樂平諸縣的賊軍。與岳樂會師進兵湖南，命令簡親王喇布前去南昌，以希爾根為副將。吳三桂部將高大節出兵醴陵、萍鄉，攻陷吉安，冀圖斷岳樂軍的後路。清軍屯兵於螺子山，高大節勇悍，常以少量騎兵奔襲清軍。喇布倉皇棄營逃走，希爾根跟從，賊軍進入保壘，縱飲飽掠才歸。其後高大節逝世，希爾根督師攻圍，接戰又不勝。戰逾一年後賊軍逃遁，下詔仍駐守南昌。其後以年邁召他回朝廷。康熙十八年（1679年），希爾根逝世。
希爾根之子喀西泰，擔任護軍參領。跟從大軍出征四川，攻打保寧，死於蟠龍山之戰。